# Macromia whitei
Macromia whitei är en trollsländeart som beskrevs av Selys 1871. Macromia whitei ingår i släktet Macromia och familjen skimmertrollsländor. Inga underarter finns listade i Catalogue of Life.